# Los abrazos rotos
Los abrazos rotos és el títol d'una pel·lícula espanyola escrita i dirigida per Pedro Almodóvar i estrenada a Espanya el 18 de març de 2009. La pel·lícula, la dissetena a la filmografia del director manxec es va rodar entre maig i de setembre de 2008.

## Argument
Un home escriu, viu i estima a la foscor. Catorze anys abans sofrí juntament amb Lena, la dona de la seva vida, un brutal accident de cotxe a l'illa de Lanzarote.
Aquest home utilitza dos noms, Harry Caine, lúdic pseudònim amb el qual firma els seus treballs literaris, relats i guions; i Mateo Blanco, el seu nom real, amb el qual viu i firma les pel·lícules que dirigeix. En l'actualitat, Harry Caine viu gràcies als guions que escriu i a l'ajuda de la seva antiga directora de producció, Judit García i de Diego, el fill d'aquesta, secretari, mecanògraf i pigall.
La història de Mateo, Lena, Judit i Ernesto Martel és una història d'amour fou, dominada per la fatalitat, la gelosía, l'abús de poder, la traïció i el complex de culpabilitat.

## Repartiment
- Penélope Cruz (Magdalena Rivero 'Lena')
- Lluís Homar (Mateo Blanco / Harry Caine)
- Blanca Portillo (Judit García)
- José Luis Gómez (Ernesto Martel)
- Rubén Ochandiano (E. Martel fill / Ray X)
- Tamar Novas (Diego)
- Ángela Molina (Madre de Lena)
- Chus Lampreave (Portera)
- Kiti Manver (Madame Mylene)
- Lola Dueñas (Lectora de llavis)
- Mariola Fuentes (Edurne)
- Carmen Machi (Chon)
- Kira Miró (Model)
- Rossy de Palma (Julieta)
- Alejo Sauras (Álex)
- Asier Etxeandia (Cambrer cec)
- Marta Aledo (Maribel)
- Dani Martín (Mario)
- Ramón Pons (Pare de Lena)

## Premis i nominacions

### Premis
- 2010. Goya a la millor música original per Alberto Iglesias

### Nominacions
- 2009. Palma d'Or
- 2010. Globus d'Or a la millor pel·lícula estrangera
- 2010. BAFTA a la millor pel·lícula de parla no anglesa
- 2010. Goya a la millor actriu per Penélope Cruz
- 2010. Goya al millor guió original per Pedro Almodóvar
- 2010. Goya al millor disseny de vestuari per Sonia Grande
- 2010. Goya al millor maquillatge i perruqueria per Massimo Gattabrusi i Ana Lozano